# صمد نامور
صمد نامور سیاست‌مدار ایرانی بود، که در  دوره بیست و سوم  به‌عنوان نماینده بوشهر در مجلس شورای ملی حضور داشت.